# 가노세역
가노세역(일본어: 鹿瀬駅)은 일본 니가타현 히가시칸바라군 아가정에 위치한 동일본 여객철도 반에쓰사이선의 철도역이다. 단선 승강장 1면 1선의 구조를 갖춘 지상역이다.

## 역 주변
- 국도 제459호선
- 가노세 대교

## 역사
- 1914년 11월 1일 : 철도원 이와에쓰 선 · 노자와 역 - 니쓰 역 간 개통때에 개업.
- 1985년 3월 : 전용선 발착의 화물 열차가 폐지됨. 인접하는 쇼와 전공 가노세 공장에 전용선이 연장되었다.
- 1986년 11월 1일 : 무인화.
- 1987년 4월 1일 : 일본국유철도 분할 민영화에 의해, 동일본 여객철도가 승계.

## 인접 역
| 동일본 여객철도 ■ 반에쓰사이선 | 동일본 여객철도 ■ 반에쓰사이선 | 동일본 여객철도 ■ 반에쓰사이선 |
| ------------------------------ | ------------------------------ | ------------------------------ |
| 노자와 아이즈와카마쓰 방면     | □ 쾌속 '아가노'                | 쓰가와 니쓰 · 니가타 방면      |
| 히데야 고리야마 방면           | ■ 보통                         | 쓰가와 니쓰 방면               |